# Alexandr Pěšechonov
Alexandr Pěšechonov (anglicky: Alexander Peshekhonov, rusky: Александр Анатольевич Пешехонов [Alexandr Anatoljevič Pěšechonov], * 13. března 1979 Meleuz, Baškortostán) je bývalý ruský reprezentant ve sportovním lezení a trenér mládeže. Vítěz světového poháru, mistr Evropy a mistr Ruska v lezení na rychlost. Jeho trenérem v Meleuzu byl A. A. Kulagin.

## Výkony a ocenění
- šest nominací na prestižní závody Rock Master v italském Arcu
- nominace na Světové hry 2005 v Duisburgu, kde se stal prvním vítězem v lezení na rychlost
- mistr sportu Ruska mezinárodní třídy[1]

### Závodní výsledky
| Světové hry | Světové hry |
| Rok         | 2005        |
| ----------- | ----------- |
| Rychlost    | 1           |

| Arco Rock Master | Arco Rock Master | Arco Rock Master | Arco Rock Master | Arco Rock Master | Arco Rock Master | Arco Rock Master |
| Rok              | 2002             | 2003             | 2004             | 2005             | 2006             | 2007             |
| ---------------- | ---------------- | ---------------- | ---------------- | ---------------- | ---------------- | ---------------- |
| Rychlost         | 5                | 6                | 3                | 4                | 5                | 11               |

| Mistrovství světa | Mistrovství světa |
| Rok               | 2003              |
| ----------------- | ----------------- |
| Rychlost          | 3                 |

| Světový pohár | Světový pohár | Světový pohár | Světový pohár | Světový pohár | Světový pohár | Světový pohár |
| Rok           | 2001          | 2002          | 2003          | 2004          | 2005          | 2006          |
| ------------- | ------------- | ------------- | ------------- | ------------- | ------------- | ------------- |
| Rychlost      | 3             | 1             | 2             | 3             |               | 3             |
| jednotlivě*   |               |               |               |               |               |               |

* poznámka: nalevo jsou poslední závody v roce
| Mistrovství Evropy | Mistrovství Evropy | Mistrovství Evropy |
| Rok                | 2004               | 2006               |
| ------------------ | ------------------ | ------------------ |
| Rychlost           | 3                  | 1                  |

- Mistrovství Ruska 1. místo